# Mesquita del xeic Lotf Allah
La mesquita del xeic Lotf Allah (persa: مسجد شيخ لطف‌الله), o oratori del Xa, és una mesquita d'Esfahan, considerada una de les millors obres de la cultura iraniana. Fou construïda en època safàvida. És al costat est de la plaça de Naqsh-e Jahan, a Esfahan, a l'Iran.
És una mesquita construïda al segle xvii per ordre del xa Abbas I, de la dinastia safàvida. És construïda  sobre la primera mesquita erigida en aquesta ciutat pels safàvides, abans de la mesquita de l'Imam Khomeini. La seua construcció durà molt de temps, setze anys segons algunes fonts. La decoració de la volta és del 1616 i la del mihrab del 1618. L'arquitecte de l'edifici fou Muhammad Reza ibn Ustad Hosein Banna Isfahani, i el cal·lígraf Ali Arrissa-i Abbassi. L'acabaren de construir el 1618.

## Estructura
L'estructura de la mesquita del xeic Lutfallah no és senzilla. Consta d'una cambra d'oració coberta amb volta a la qual s'arriba per un passadís fosc i llarg que condueix a una porta gran. L'absència de pati és molt notable perquè és excepcional. Una altra característica n'és l'absència de minaret, inútil, car solament la família reial tenia accés a la mesquita.

## Decoració
La decoració d'aquesta mesquita petita, que realment s'utilitzava  més com a oratori per al sobirà que no de lloc de culte públic, es feu vorejant de ceràmica els punts més baixos, i de marbre groc els superiors. A la mesquita domina el blau, amb afegits de verd, groc, roig i turquesa, però fora, a la volta, s'observa una plataforma molt particular, amb predomini del groc que només hi ha en aquest edifici en aquest període i recorda la volta de la tomba d'Ismaïl I a Ardabil.
La decoració interior de la cúpula és notable per l'ús de la llum de l'exterior, que es reflecteix en la cúpula i remunta la cua de l'emblema reial dels perses.

## Galeria d'imatges

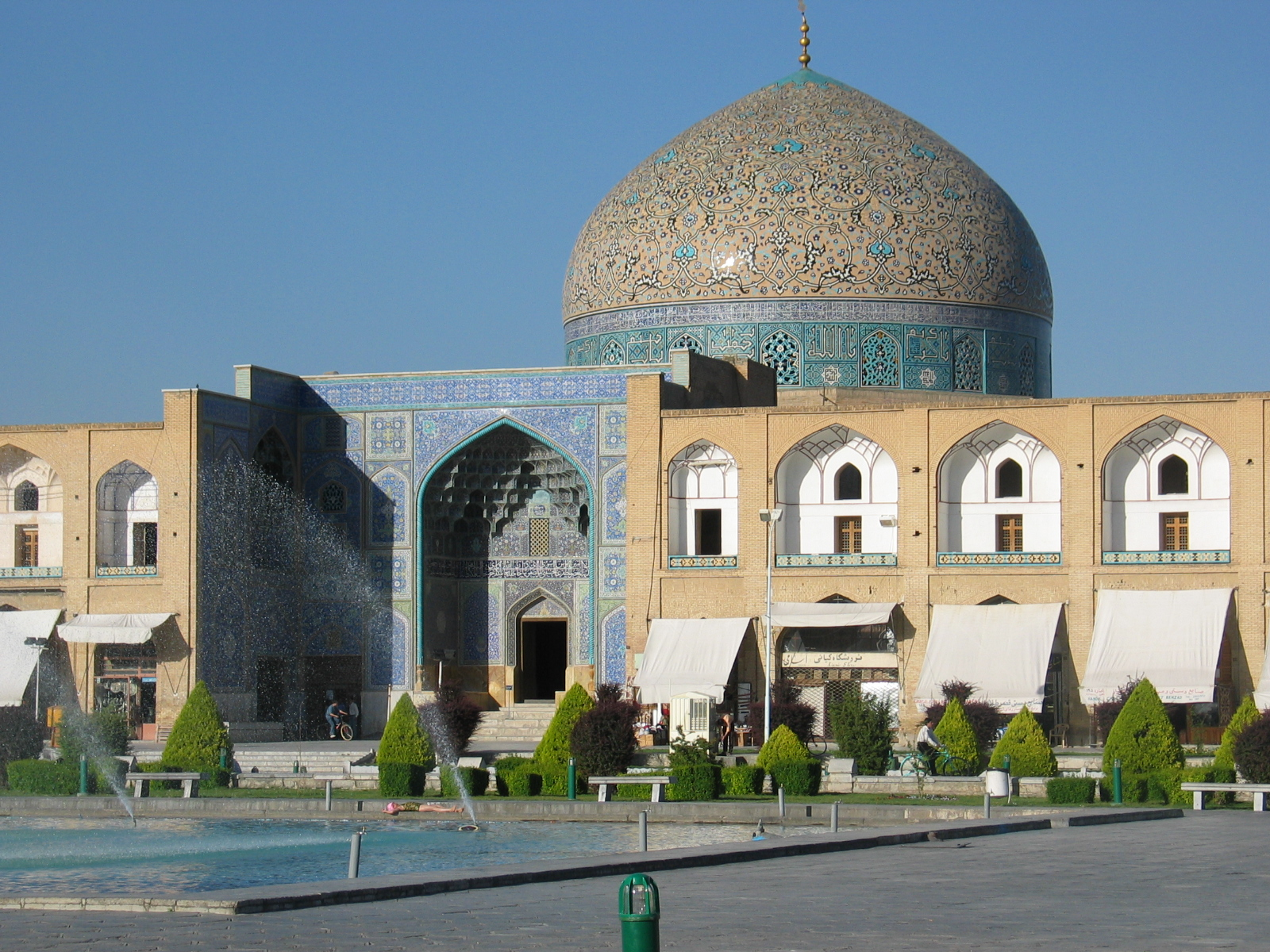
Vista davantera de la mesquita.
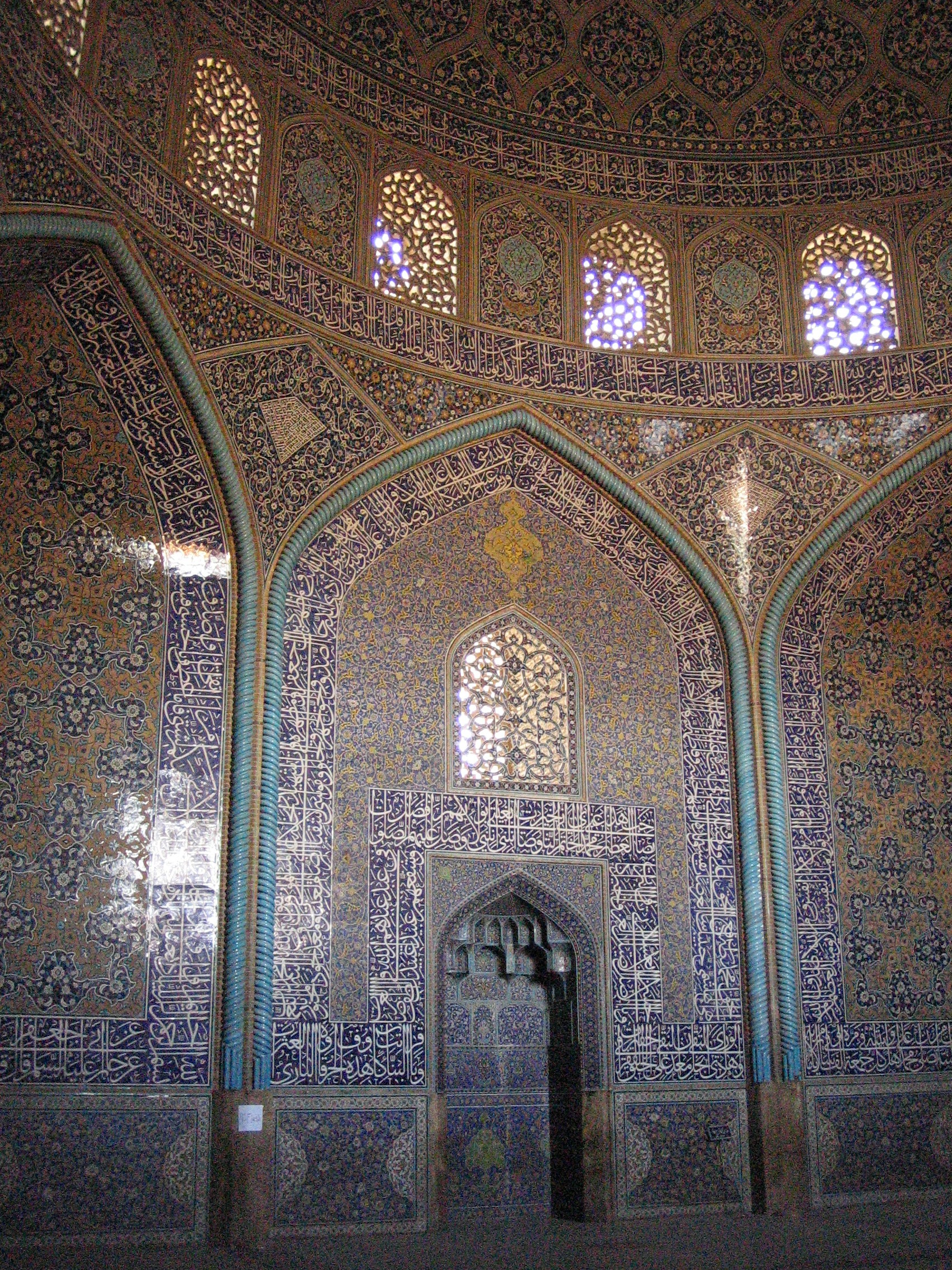
Vista interior de la volta.
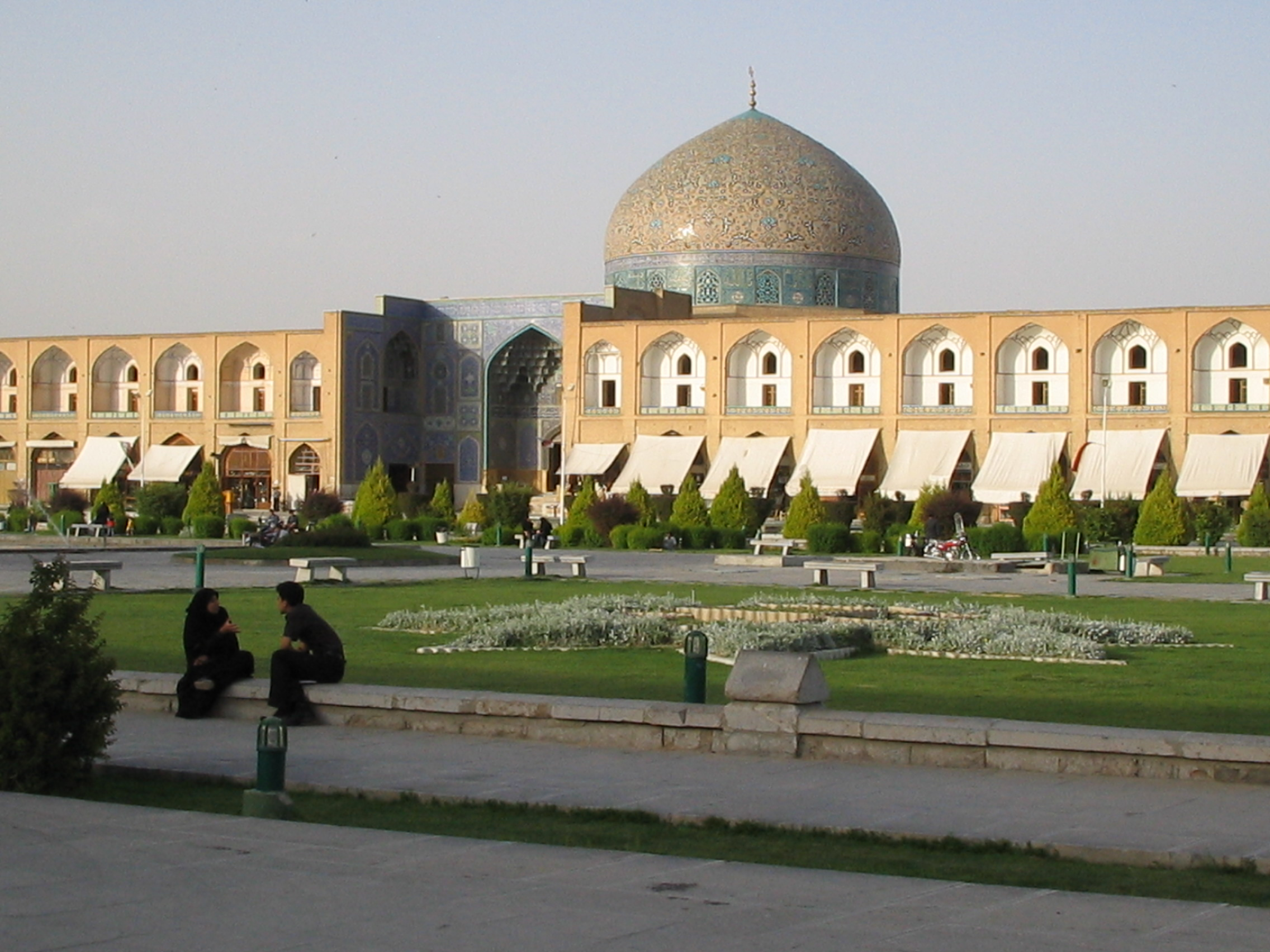
La volta de la mesquita del xeic Lotfollah es pot veure des de lluny en aquesta imatge panoràmica
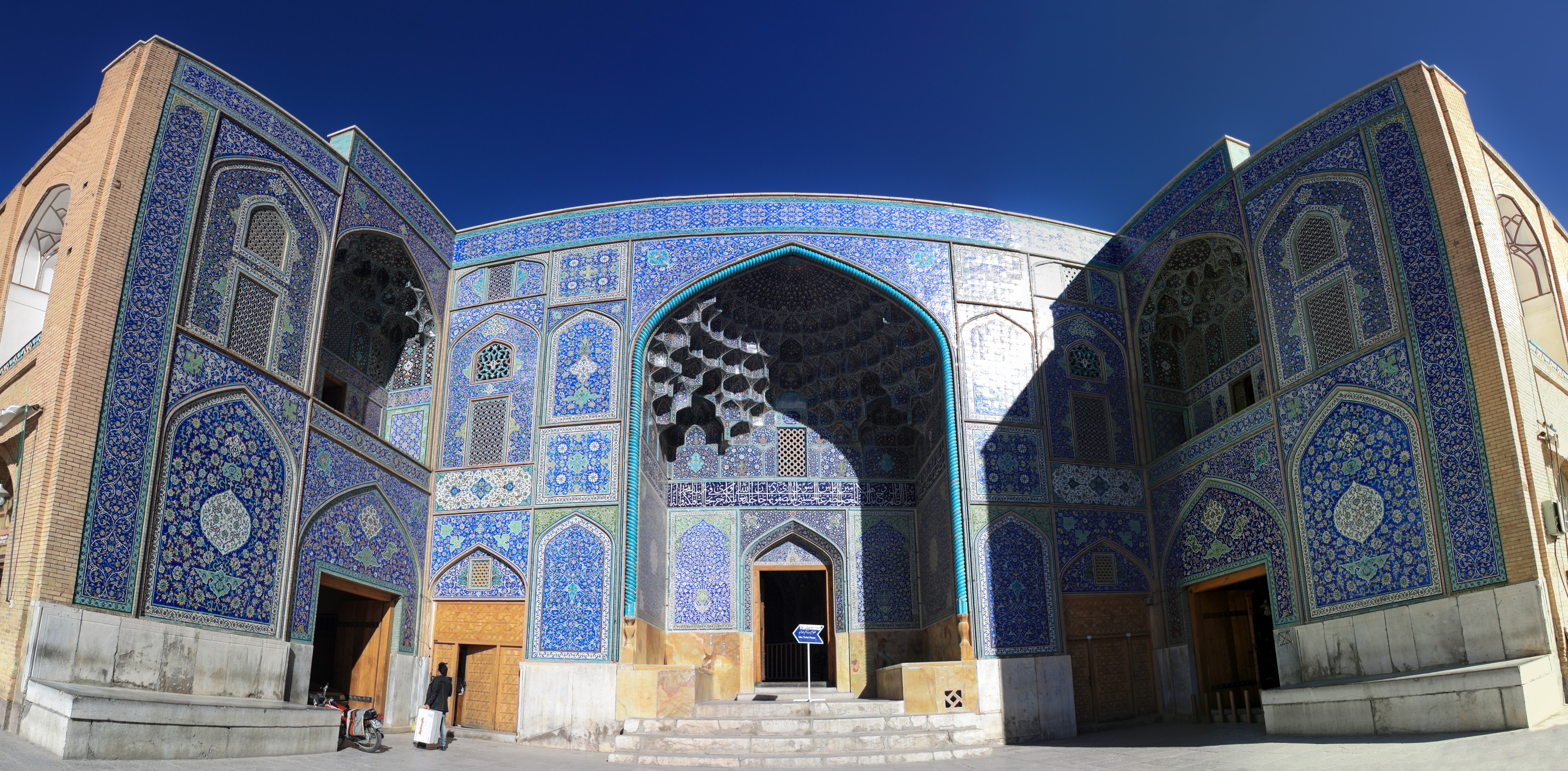
Panorama 3D de la mesquita d'Allah Sheikh Lotf
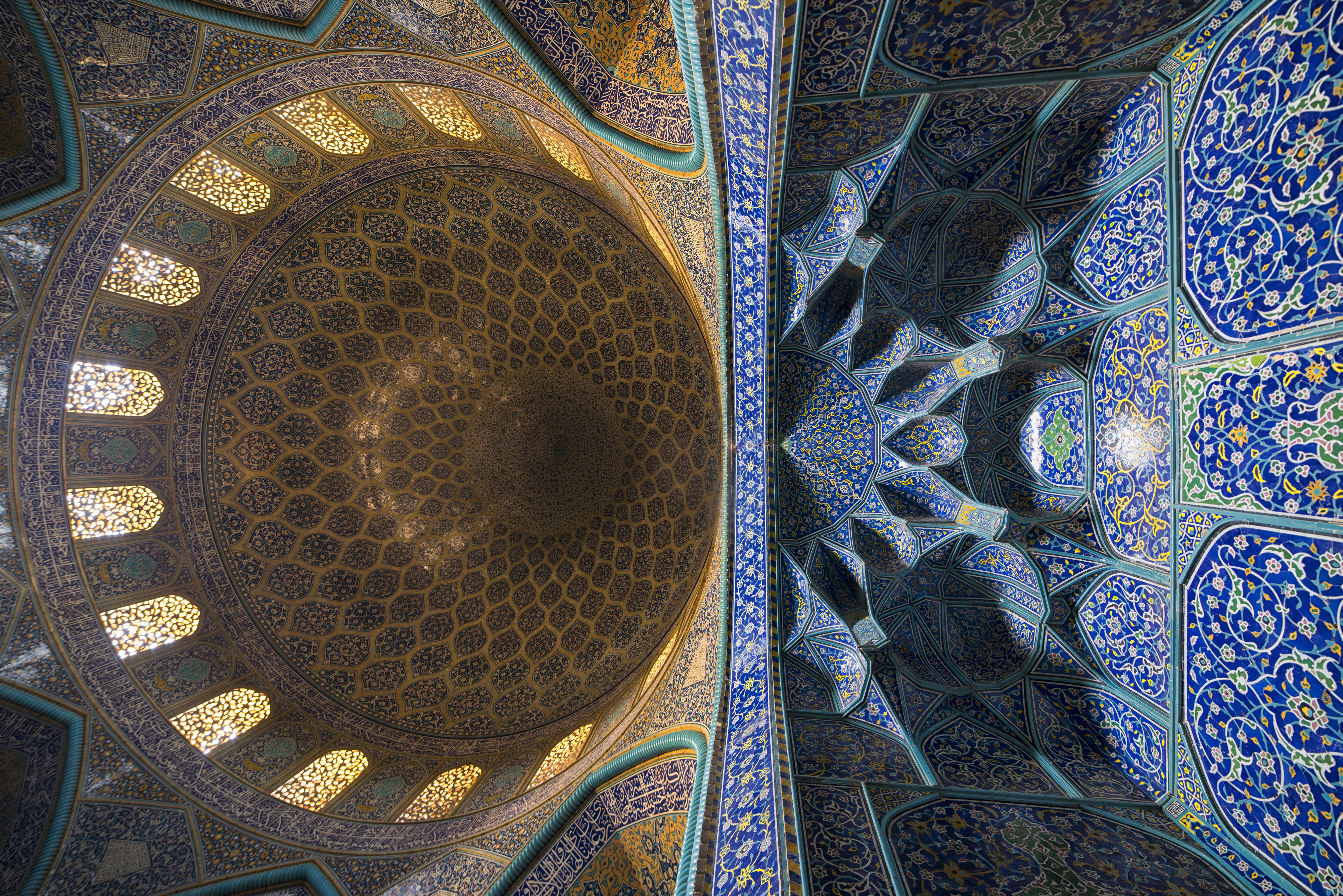
Foto guanyadora de Wiki Loves Monuments 2018